# Лазе (Велике Лаще)
Лазе (словен. Laze) — поселення в общині Велике Лаще, Осреднєсловенський регіон, Словенія. 
Висота над рівнем моря: 650,4 м.